# موسى حداد (شاعر)
موسى حداد (مواليد 1900 في حمص – تُوفي 1970 في سان باولو) هو شاعر عربي مهجري، عُرف بلقب «شاعر الوطنية والقومية». كان من أبرز شعراء المهجر في البرازيل، وتميّز بشعره الذي عبّر فيه عن القضايا الوطنية والاجتماعية، بالإضافة إلى نشاطه الثقافي بين أبناء الجالية العربية هناك.

## حياته المبكرة
وُلد موسى حداد في مدينة حمص عام 1900. تزامنَت ولادته مع الفقر الذي أصاب الشرق الأوسط أواخر الحكم العثماني، وكان والده يائسًا وأوشك على التخلص منه بإلقائه في نهر العاصي، لكن أحد الأهالي أنقذه وتولى رعايته فترة من الزمن، قبل أن يُعاد إلى عائلته لاحقًا. تلقى حداد تعليمه الابتدائي في المدارس الأرثوذكسية، ثم انتقل عام 1915 إلى الكلية الإنجيلية. حالت ظروف الحرب العالمية الأولى دون استكماله للشهادات الدراسية الرسمية، لكنه استمر في تحصيل المعرفة ذاتيًا، حيث انكب على المطالعة وأصبح واسع الثقافة في الأدب والشعر العربي.

## الهجرة
في 16 آذار 1920، هاجر حداد من حمص إلى مدينة ساو باولو في البرازيل. هناك، عمل في التجارة، إلا أن انشغاله المهني لم يمنعه من الاستمرار في نظم الشعر والمشاركة في الأنشطة الثقافية والاجتماعية بين أبناء الجالية العربية. كانت قصائده تنشر في مجلات وصحف المهجر، كما كان يشارك في إحياء المناسبات الوطنية والاجتماعية.

## شعره
بدأ موسى حداد نظم الشعر باللهجة العامية وهو في سن الحادية عشرة، ثم تحوّل إلى الشعر الفصيح في سن الرابعة عشرة. وفي عام 1918، أسّس مع رفاقه، ومنهم الشاعران ميشيل المغربي ووجيه الخوري، جمعية «الناشئة الأدبية»، التي اهتمت بالأنشطة الثقافية والخطابية والمسرحية في حمص. اتصف شعر موسى حداد بثرائه في الإلهام والخيال، وقوة تأثيره في المستمعين. كان يتناول في قصائده موضوعات وطنية وإنسانية واجتماعية، وامتاز أسلوبه ببلاغة الصياغة وقوة الإلقاء.

### قصيدة حفل النادي الحمصي
قصيدة ألقاها في إحدى حفلات النادي الحمصي إثر اجتياح الحبشة سنة 1935م، ومطلعها:

### قصيدة دمعة على أستاذ الشعراء وشاعر الأساتذة
وهي في رثاء داود قسطنطين الخوري، رئيس النادي الحمصي:
وله قصائدة عديدة أخرى، منها اليتيم، بنت هوى، عروس الأمواج، مأساة الوطن في نكبة فلسطين: وهي ملحمة كبرى نشرتها مجلة الشرق، من هوى العبد: ألقيت ونشرت بمناسبة عيد تحرير العبيد، وغيرها أخر، وفي كلها يتحسس القارئ روح العزة والإباء والوطنية والحب ورقة العاطفة.